# Didymoglossum sinuatum
Didymoglossum sinuatum är en hinnbräkenväxtart som först beskrevs av Roland Napoléon Bonaparte, och fick sitt nu gällande namn av Ebihara och Dubuisson. Didymoglossum sinuatum ingår i släktet Didymoglossum och familjen Hymenophyllaceae. Inga underarter finns listade.